# 짧은꼬리반디쿠트쥐
짧은꼬리반디쿠트쥐(Nesokia indica)는 쥐과에 속하는 설치류의 일종이다. 짧은꼬리두더지쥐와 인도반디쿠트, 반디쿠트쥐 등으로도 불린다.